# Allysha Chapman
Allysha Lyn Chapman (født 25. januar 1989) er en kvindelig canadisk fodboldspiller, der spiller som forsvar for amerikanske Houston Dash i National Women's Soccer League og Canadas kvindefodboldlandshold, siden 2014.
Hum har tidligere spillet for North Carolina Courage, Boston Breakers, selvsamme i Houston Dash i NWSL og de to svenske klubber IK Sirius Fotboll og Eskilstuna United DFF.
Hun var med til at vinde bronze ved Sommer-OL 2016 i Rio de Janeiro.

## Karrierestatistik

### Landsholdstatistik
Oversigten er opdateret til og med 24. juli 2019
| Canada | Canada | Canada |
| År     | Kampe  | Mål    |
| ------ | ------ | ------ |
| 2014   | 3      | 0      |
| 2015   | 18     | 1      |
| 2016   | 18     | 0      |
| 2017   | 8      | 0      |
| 2018   | 10     | 0      |
| 2019   | 11     | 0      |
| Total  | 68     | 1      |

### Landsholdsmål
| #  | Dato          | Sted            | Modstander | Score | Resultat | Turnering               |
| -- | ------------- | --------------- | ---------- | ----- | -------- | ----------------------- |
| 1. | March 9, 2015 | Nicosia, Cyprus | Italien    | 1–0   | 1–0      | Cyprus Women's Cup 2015 |